# Скрипка Сергій Іванович
Сергій Іванович Скрипка (рос. Сергей Иванович Скрипка) — радянський і російський диригент, професор, художній керівник та головний диригент Жуковського симфонічного оркестру (м. Жуковський, Московської області, РФ), керівник Російського державного симфонічного оркестру кінематографії, Народний артист Російської Федерації (1998).

## Біографія
Сергій Іванович Скрипка народився 5 жовтня 1949 року в Харкові, де й отримав основи музичної освіти у спеціальній музичній школі, потім у Харківському інституті мистецтв. Згодом закінчив Московську державну консерваторію імені П. І. Чайковського у класі професора Лео Гінзбурга. З 1975 року є незмінним керівником Жуковського симфонічного оркестру, з 1977 року записує музику до кінофільмів. З 1993 року — керівник Російського державного симфонічного оркестру кінематографії.

## Творчість
З 1991 року Сергій Скрипка та очолюваний ним Жуковський симфонічний оркестр гастролює в країнах Європи: Швейцарії, потім була участь у фестивалях в Угорщині і Данії (1998), Польщі (1999), Швеції (2003, 2005, 2008 рр..). Сергій Скрипка провів велику кількість концертів та записів з відомими солістами та оркестрами, зокрема Академічним симфонічним оркестром Московської державної філармонії. Основна творча діяльність Сергія Скрипки пов'язана з кіно — спільно з Російським державним симфонічним оркестром кінематографії він записав музику до ряду кінофільмів.

## Репертуар
Як диригент має широкий репертуарний список, водночас тяжіє до класичного і романтичного стилів і жанрів, а також до творів, які рідко виконуються (ораторія «Пори року» Й. Гайдна, «Іменинна» увертюра Л. Бетховена, Симфонія Мі-бемоль мажор П. Чайковського) Вперше в СРСР виконав ораторію «Страсті по Марку» Р. Кайзера а також здійснив перші записи на компакт-диски творів Р. Гліера, А. Мосолова, В. Шебаліна, Е. Денисова.